# Línguas de Luxemburgo
A situação linguística em Luxemburgo caracteriza-se pela prática e o reconhecimento de três línguas oficiais: o francês, o alemão e o luxemburguês, a língua nacional estabelecida em lei em 1984. Esses idiomas também são referidos como as três línguas administrativas.
Após a fundação do país, o francês desfrutou o maior prestígio e, portanto, ganhou uso preferencial como língua oficial e administrativa. O alemão foi usado no campo político para comentar as leis e as ordenanças, a fim de torná-las compreensíveis por todos. No ensino, o ensino básico era limitado ao alemão, enquanto o francês era ministrado no ensino secundário. A lei de 26 de julho de 1843, reforçou o bilinguismo através da introdução do ensino do francês nas escolas primárias.

## Outras línguas
A população de origem estrangeira e trabalhadores convidados representam mais de um terço (cerca de 40%) da população de Luxemburgo. As línguas, não oficiais, mais faladas neste segmento da população são o português, o italiano e o inglês.

### Português
A língua portuguesa é o segundo idioma mais falado no Grão-Ducado como língua nativa, atrás apenas do luxemburguês, de acordo com o Gabinete de Estatísticas de Luxemburgo (STATEC), em 2013, o português era a língua principal de 15,7% da população, atrás apenas do luxemburguês (55,8%). O português é também a terceira língua mais falada nos lares do País, de acordo com os dados levantados pelo STATEC divulgados em 2019, cerca de 19% dos residentes falam português em casa, atrás apenas do francês (32%) e do luxemburguês (53%). Acerca da população portuguesa, conforme o senso de 2018, é em Larochette que a proporção de portugueses é mais elevada, com 44,1% da população do concelho, à frente de Differdange (35,7%) e Esch-sur-Alzette (32,7%). No geral, os portugueses são mais numerosos no sul e leste do país do que no oeste.
Estimativas indicam que, em 2017, o número de portugueses e lusodescendentes a residir em Luxemburgo esteja na ordem das 120 mil pessoas, cerca de 20% da população, representando a maior comunidade estrangeira no país. Há também cerca de 4 mil brasileiros residindo em Luxemburgo. O português é também ensinado nas escolas de todo o território luxemburguês através de uma parceria entre os Ministério da Educação de Portugal e de Luxemburgo. Segundo dados do Ministério da Educação de Luxemburgo, o português é a segunda língua materna mais falada nas escolas do país, com 28,9% dos falantes, atrás do luxemburguês, com 39,8%, mas à frente das outras duas línguas oficiais do Grão-Ducado, francês (11,9% dos falantes) e alemão (2%). O país recebeu o estatuto de observador associado da Comunidade dos Países de Língua Portuguesa (CPLP) durante a Cimeira de Santa Maria, Cabo Verde, que foi realizada em julho de 2018.